# Uwe Hollweg
Uwe Hollweg (* 13. Oktober 1937 in Bremen; † 9. Dezember 2024) war ein deutscher Unternehmer und Politiker (CDU).

## Biografie

### Ausbildung und Beruf
Uwe Hollweg wurde am 13. Oktober 1937 als Sohn eines Unternehmers in Bremen geboren. Nach der Mittleren Reife an der Rudolf-Steiner-Schule absolvierte er eine Ausbildung zum Großhandelskaufmann und besuchte gleichzeitig die Staatliche Handelsschule. Im August 1956 trat er als persönlich haftender Gesellschafter in die Firma seines Vaters, das Unternehmen Cordes & Graefe, Bremen, ein. Von 1969 bis 1971 fungierte er als Zweiter Vorsitzender des Bundesverbandes Junger Unternehmer (BJU). Hollweg wirkte als Geschäftsführer der Cordes & Graefe Sanitär- und Heizungsgroßhandlung in Bremen, der Cordes & Graefe Beteiligungs- und Finanzierungsgesellschaft mbH & Co. in Bremen sowie der GC Sanitär- und Heizungs-Handels-Contor GmbH in Bonn. Er war Mitinhaber und Beiratsmitglied des Unternehmens. Außerdem war er Verwaltungsratsmitglied der Sparkasse Bremen.
Uwe Hollweg war verheiratet und hatte drei Töchter. Gemeinsam mit seiner Ehefrau Karin gründete er 1996 die Karin und Uwe Hollweg-Stiftung, welche gemeinnützige Organisationen auf den Gebieten der Kunst, der Kultur und der Denkmalpflege unterstützt. Seit 2013 finanziert die Stiftung das Stipendienprogramm der Casa di Goethe. Des Weiteren war Hollweg von 2001 bis 2003 Präsident der Bremer Eiswette. Er war seit 1987 Kaufmännisches Mitglied der Stiftung Haus Seefahrt.

### Politik
Hollweg schloss sich 1971 den Christdemokraten an und wurde 1974 als Nachfolger von Ernst Müller-Hermann zum Landesvorsitzenden der CDU in Bremen gewählt. Dieses Amt gab er 1979 aus Protest gegen die Nominierung von Franz Josef Strauß zum Kanzlerkandidaten der Union auf. Anschließend wurde Bernd Neumann zum neuen Landesvorsitzenden gewählt. Von 1975 bis 1979 sowie von 1983 bis 1991 war Hollweg Mitglied der Bremischen Bürgerschaft.

## Ehrungen
- Karin und Uwe Hollweg erhielten die Maecenas-Ehrung 2011 des Arbeitskreises selbständiger Kultur-Institute e.V. – AsKI für ihr kulturpolitisches Engagement
- Hollweg wurde am 9. April 2003 Ehrenbürger der Hansestadt Bremen.